# Eva Bella
Eva Bella (Omaha, 2002. június 4. –) amerikai színésznő.
Legismertebb alakítása a fiatal Elsa a Jégvarázs (2013), az Olaf karácsonyi kalandja (2017) és a Jégvarázs 2. (2019) című filmekben. A Shimmer és Shine, a dzsinn testvérek című sorozatban is szerepelt.

## Fiatalkora
Eva Bella Omaha-bán született. Hétéves kora óta színészkedik, első szerepe egy televíziós reklámban volt. Azóta számos filmben és televíziós műsorban volt szerepe.

## Filmográfia

### Film
| Év   | Magyar cím               | Eredeti cím                  | Szerep                | Magyar hang        |
| ---- | ------------------------ | ---------------------------- | --------------------- | ------------------ |
| 2019 | Jégvarázs 2.             | Frozen II                    | Elza fiatalon (hang)  | Papucsek Zsuzsanna |
| 2017 | Olaf karácsonyi kalandja | Olaf's Frozen Adventure      | Elza fiatalon (hang)  |                    |
| 2017 |                          | Reds and Grays               | Meryl fiatalon (hang) |                    |
| 2016 |                          | Jessica Darling's It List    | Sara                  |                    |
| 2016 |                          | Bling                        | Sue fiatalon          |                    |
| 2013 | Jégvarázs                | Frozen                       | Elza fiatalon (hang)  | Jelinek Éva        |
| 2013 | Szél támad               | The Wind Rises               | Kayo fiatalon (hang)  |                    |
| 2011 | Hópihe                   | Snowflake, the White Gorilla | Wendy (hang)          |                    |

### Televízió
| Év        | Magyar cím                           | Eredeti cím                              | Szerep         | Megjegyzések                             |
| --------- | ------------------------------------ | ---------------------------------------- | -------------- | ---------------------------------------- |
| 2015–2020 | Shimmer és Shine, a dzsinn testvérek | Shimmer and Shine                        | Shimmer (hang) | főszereplő magyar hangja Czető Zsanett   |
| 2015–2017 | Bajusz Birodalom                     | Whisker Haven Tales with the Palace Pets | Bloom (hang)   | 2 epizód                                 |
| 2015      | Mad Men – Reklámőrültek              | Mad Men                                  | Julie          | 1 epizód: Lost Horizon                   |
| 2014      | Clarence                             | Clarence                                 | kislány (hang) | 2 epizód                                 |
| 2014      |                                      | Feed Me                                  | Gwen           | 1 epizód: The Goal of Sexual Intercourse |
| 2013      | Sam és Cat                           | Sam & Cat                                | Emily          | 1 epizód: A titkos széf                  |
| 2013      |                                      | Maron                                    | Miley          | 1 epizód: Projections                    |